# Клондіру
Клондіру (рум. Clondiru) — село у повіті Бузеу в Румунії. Входить до складу комуни Улмень.
Село розташоване на відстані 79 км на північний схід від Бухареста, 19 км на південний захід від Бузеу, 118 км на захід від Галаца, 103 км на південний схід від Брашова.

## Населення
За даними перепису населення 2002 року у селі проживали 765 осіб. Усі жителі села рідною мовою назвали румунську.
Національний склад населення села:
| Національність | Кількість осіб | Відсоток |
| -------------- | -------------- | -------- |
| румуни         | 747            | 97,6%    |
| цигани         | 17             | 2,2%     |